# Hans von Gierke
Hans Karl Otto Gierke, ab 1910 von Gierke (* 17. April 1895 in Deutschwalde (Krs. Hohensalza); † 14. Oktober 1939 in Hohensalza), war ein deutsch-polnischer Rittergutsbesitzer und wurde 1939 Opfer des NS-Regimes in der „Blutnacht von Hohensalza“.

## Familie
Geboren wurde Hans Gierke als ältestes von sechs Geschwistern. Seine Eltern waren der vormalige Ansiedlungspächter, dann Domänenpächter, Gutsherr und Oberamtmann Walter von Gierke (* 1854 in Bromberg; † 1925 in Wiesbaden) und dessen aus Frankfurt/Oder stammende Ehefrau Luise Schwedler (* 1868; † 1949 in Wernigerode). Die Hochzeit der Eltern 1894 war in Wirschkowitz Krs. Militsch. Der Jurist Otto von Gierke war der Bruder des Vaters. Anna von Gierke, Edgar von Gierke und Julius von Gierke sowie Hildegard von Gierke waren die Cousinen und Cousins des Hans von Gierke.
1910 wurde Gierkes Vater von Wilhelm II. in Posen nobilitiert, hauptsächlich wohl wegen der Stiftung eines Familienfideikommiss Polanowitz und somit der Stärkung des Deutschtums in der Provinz Posen. Zu den Gütern des Vaters gehörten neben Polanowitz noch Gut Gustafowo, mit 54 ha und Gut Lojewo samt Vorwerk Königswerder mit 559 ha, beide im Kreis Strelno gelegen. 1916 veräußerte der Vater die Bonislawer Stärkefabrik für 333.000 Mark an die Aktien-Gesellschaft für die Verwendung von Kartoffelfabrikaten mit Sitz in Berlin. 1919 wurde aus dem Kreis Strelno der polnische Powiat Strzelno. Seit 1932 gehörte Gut Polanowitz zur Gmina Kruszwica im Powiat Inowrocławski. Die Familie von Gierke-Polanowitz gehörte somit zur Deutschen Minderheit in Polen.

## Leben
Hans von Gierke erhielt zunächst kurz eine Hauserziehung und besuchte dann eine höhere Schule der Region um die Zulassungsbedingungen zur Offizierslaufbahn zu erhalten. Im Ersten Weltkrieg diente er im Ulanen-Regiment von Schmidt (1. Pommersches) Nr. 4, mit Garnison in Thorn, seinem Wohnsitz bis 1921, er war dort zuletzt Leutnant d. R., nachfolgend Oberleutnant d. R. Hans von Gierke heiratete zweimal, 1923 zuerst in Magdeburg Lieselotte Förster († 1981) aus Mangelsdorf bei Magdeburg, Nachfahrin von Gutsbesitzern in Klein-Mangelsdorf. Diese Ehe wurde Anfang Juni 1934 geschieden. Aus dieser Beziehung stammen drei Kinder, Sabine (* 1924), der Agrarwissenschaftler Klaus (* 1926; † 2011) und Walter (* 1930), der später Arzt und Besitzer einer Kurklinik wurde. Die zweite Ehe schloss Gierke Mitte Juni 1934 in Posen mit Maria Antonia von Gośzyzynśka (* 1906 in Posen) aus polnischem Adel stammend. Diese Ehe blieb kinderlos.

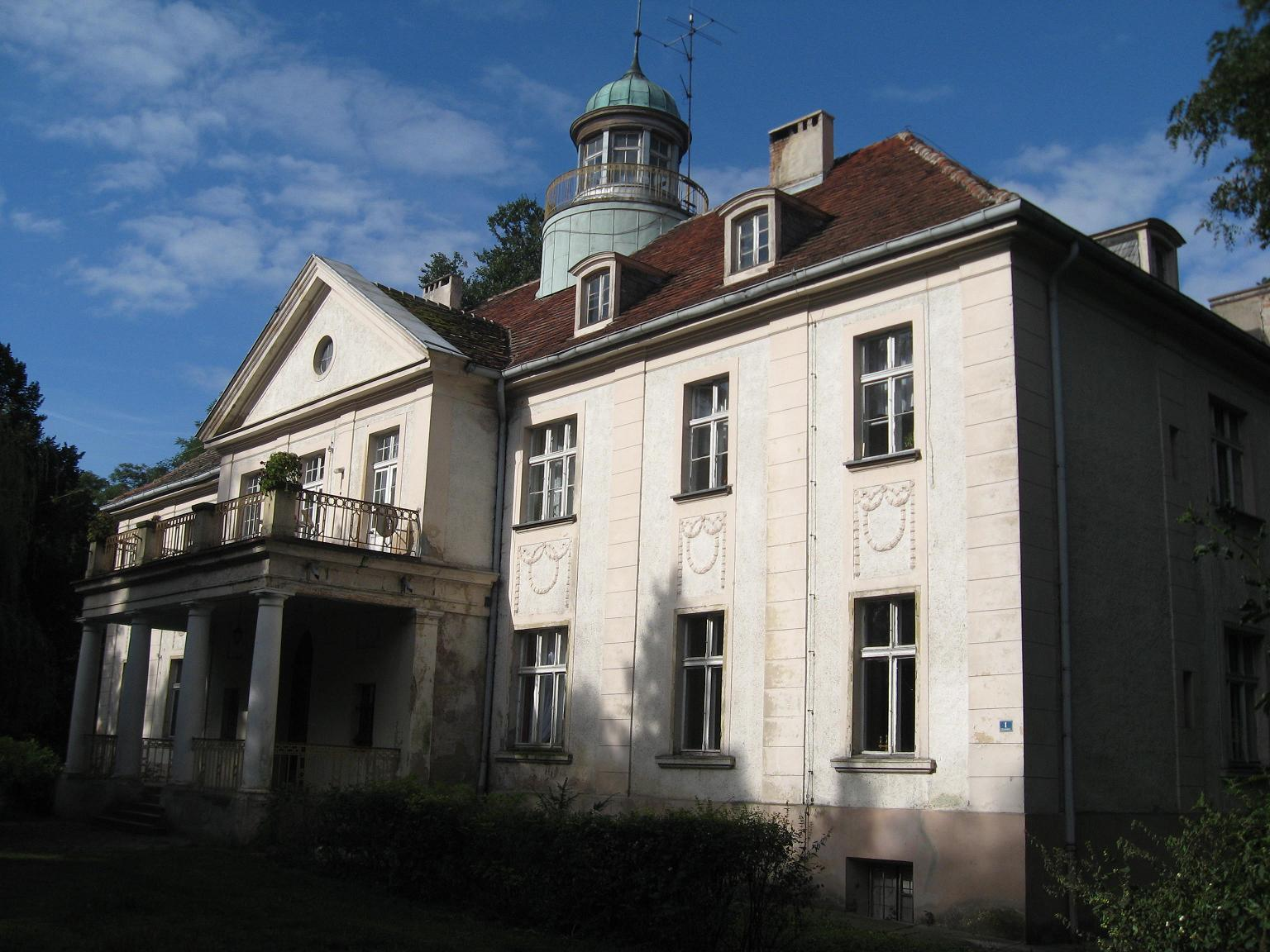
Gutshaus Polanowitz/Polanowice. 30. August 2007.

1925 erbte Hans von Gierke den väterlichen Besitz Polanowitz. Sein Bruder Konrad (* 1897), Oberleutnant d. R. im Husaren-Regiment „Fürst Blücher von Wahlstatt“ (Pommersches) Nr. 5, übernahm wiederum das Gut Lojewo. Der jüngste Bruder Fritz von Gierke († 1984) wurde Gutspächter in der Provinz Posen, heiratete nach dem Krieg die russischstämmige Bürgerin Nadja Mikolajewska und lebte mit ihr in den 1980er Jahren in Polen. Die Schwester Eva heiratete 1919 Hermann Loening, späterer Geschäftsführer des Reichsverbands der Deutschen Industrie, Sohn des Edgar Loening; beide gingen 1933 ins Exil.
Hans von Gierke wurde Opfer des NS-Regimes und während der Blutnacht von Hohensalza verhaftet, schwer misshandelt und erschossen. Weitere 58 polnische Bürger wurden Opfer. Die Täter waren der Jurist und Landrat Otto Christian von Hirschfeld sowie ein unbekannter Mittäter. Hirschfeld wurde 1940 in Posen vor Gericht gestellt, zu 15 Jahren Zuchthaus verurteilt, seines Amtes enthoben und 1941 wieder begnadigt. Die Witwe und die Mutter des Hans von Gierke bemühten sich um Aufklärung, erstere wurde als Renegatin behandelt.´Maria Antonia von Gierke bewohnte bis Anfang der 1940er Jahre Gut Polanowitz.